# Gerhard Gentzen

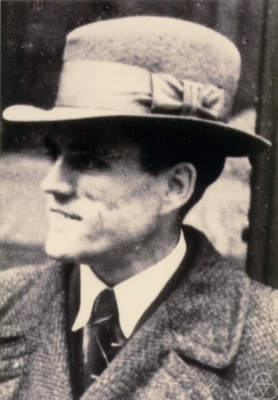
Gerhard Gentzen

Gerhard Karl Erich Gentzen (n. 24 noiembrie 1909 - d. 4 august 1945) a fost un matematician și logician german.
A adus contribuții însemnate în fundamentele matematicii, teoria demonstrației și logica matematică.
Este primul matematician care a reușit să demonstreze necontradicția pentru aritmetica pură prin folosirea concretă a numerelor ordinale transfinite ale lui Cantor, până la un număr ordinal determinat, constructiv definibil.
De asemenea, a definit natura numerelor ordinale transfinite prin fracții zecimale finite, ordonate după mărimea lor.